# فانوس‌ماهی کمربنددار
فانوس‌ماهی کمربنددار (نام علمی: Electrona paucirastra) نام یک گونه از تیره فانوس‌ماهی است.